# Entre-Deux-Mers

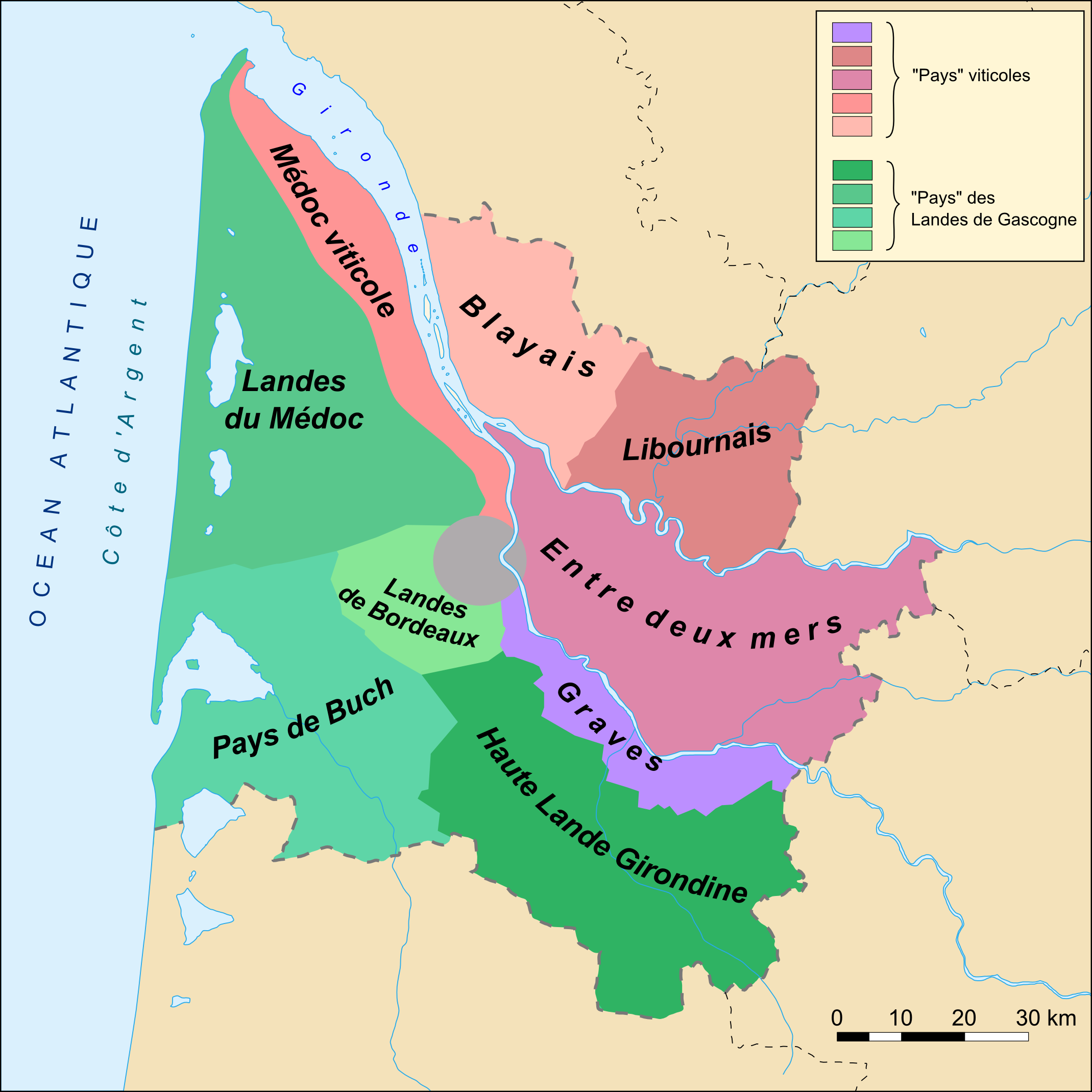
Lage des Entre-deux-Mers im Département Gironde

Der Entre-deux-Mers ist eine hügelige Landschaft im französischen Département Gironde in der Region Nouvelle-Aquitaine. Er liegt östlich von Bordeaux zwischen den Flüssen Garonne und Dordogne, die sich am Bec d’Ambès zur Gironde vereinigen, und grenzt im Osten an das Département Lot-et-Garonne.

## Lage und Topografie

Topografie des Entre-deux-Mers

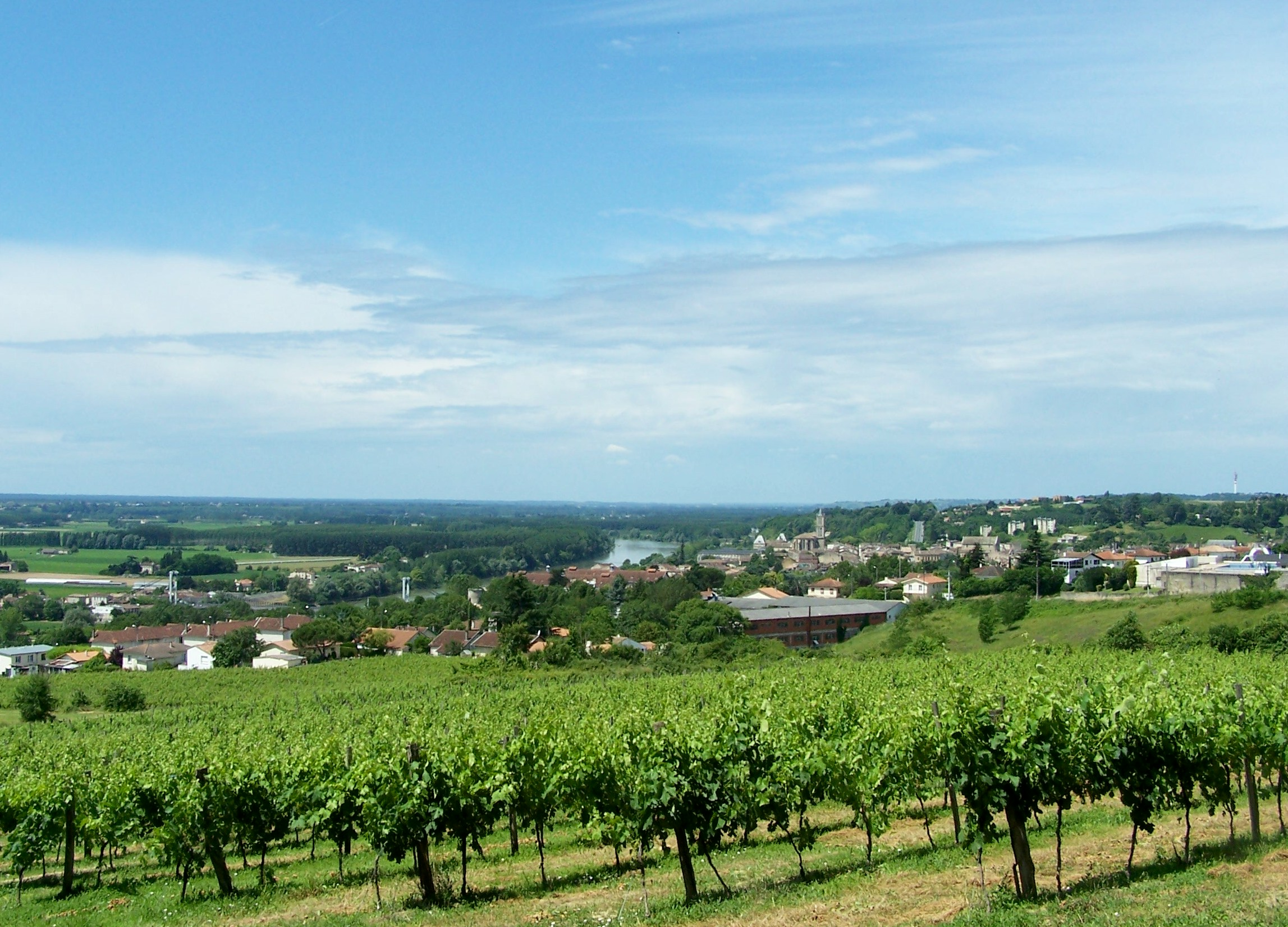
La Réole im Entre-deux-Mers

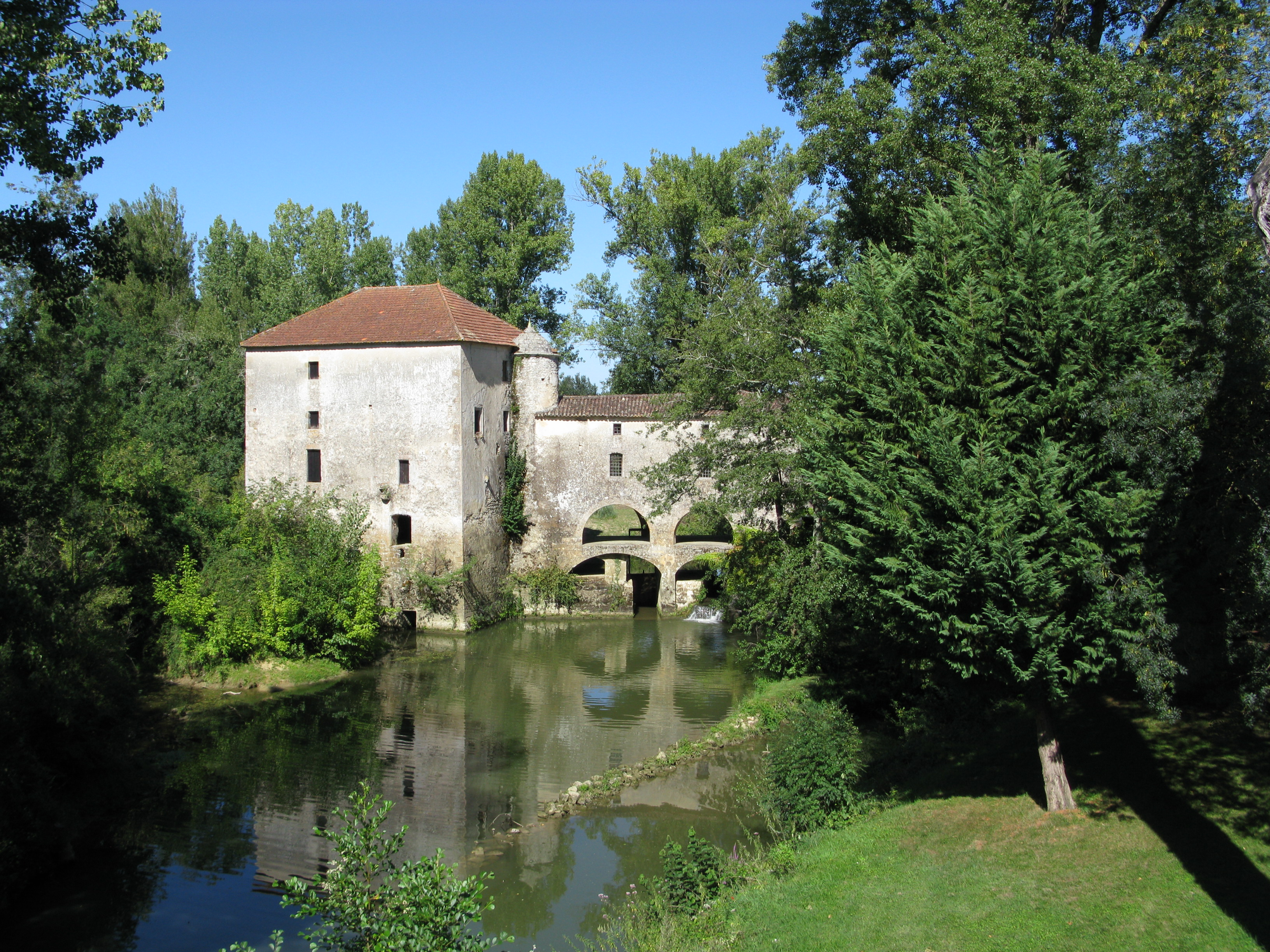
Mühle am Dropt in Loubens

Die Garonne im Süden und die Dordogne im Norden, zwei vom Ozean beeinflusste Flüsse (les deux „mers“), gaben der Landschaft ihren Namen. Sie
formten im Laufe der Zeit deren majestätische Terroirs und schufen eine Vielfalt an Reliefs, Expositionen und Böden. Historisch war der hügelige Entre-deux-Mers in das Erzbistum Bordeaux und das Bistum Bazas geteilt. Nach wie vor wird aus diesem Grund auf der Bordeaux zugewandten Seite (Entre-deux-Mers bordelais) hauptsächlich Wein angebaut, während im Entre-deux-Mers bazadais auch häufig Wiesen vorkommen. Die Grenze verläuft zwischen den Orten Le Pian-sur-Garonne und Sauveterre-de-Guyenne.
Vom Bec d’Ambès bis südlich der Ortschaft Riocaud verläuft längs durch den Entre-deux-Mers die Wasserscheide zwischen der Dordogne und der Garonne. Flüsse nach Norden zur Garonne hin sind unter anderem der Seignal, die Durèze, die Engranne und der Gestas. Südwärts in die Garonne fließen der Dropt, die Euille, die Pimpine und der Gua.

## Geschichte

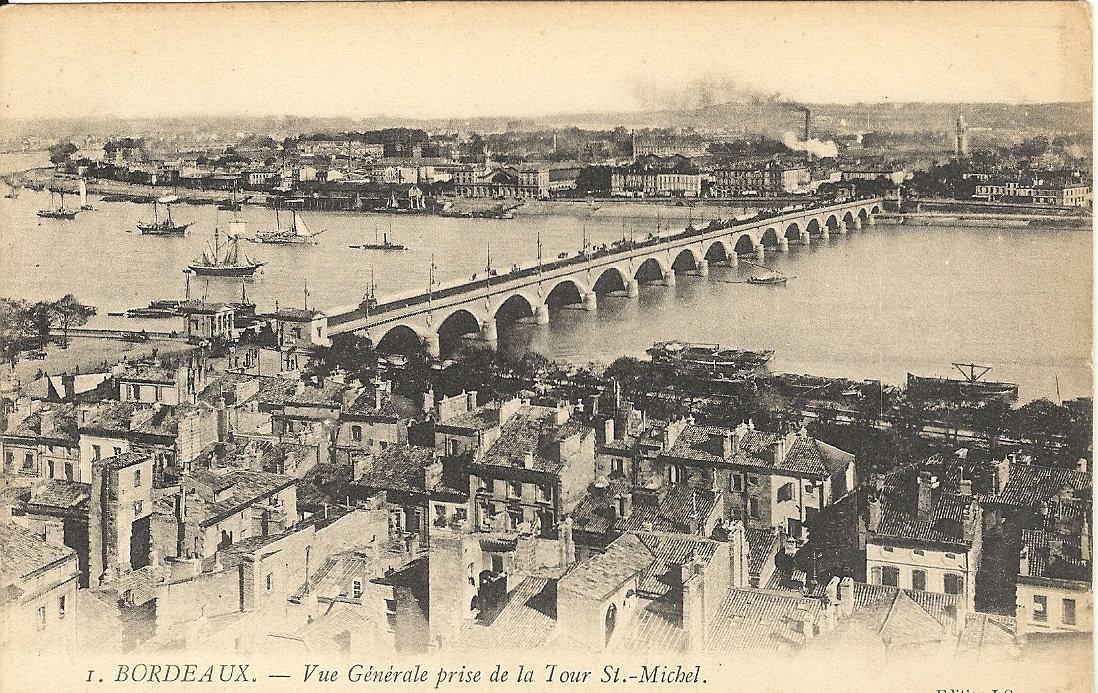
Der Pont de pierre über die Garonne zwischen Bordeaux und La Bastide (1907)

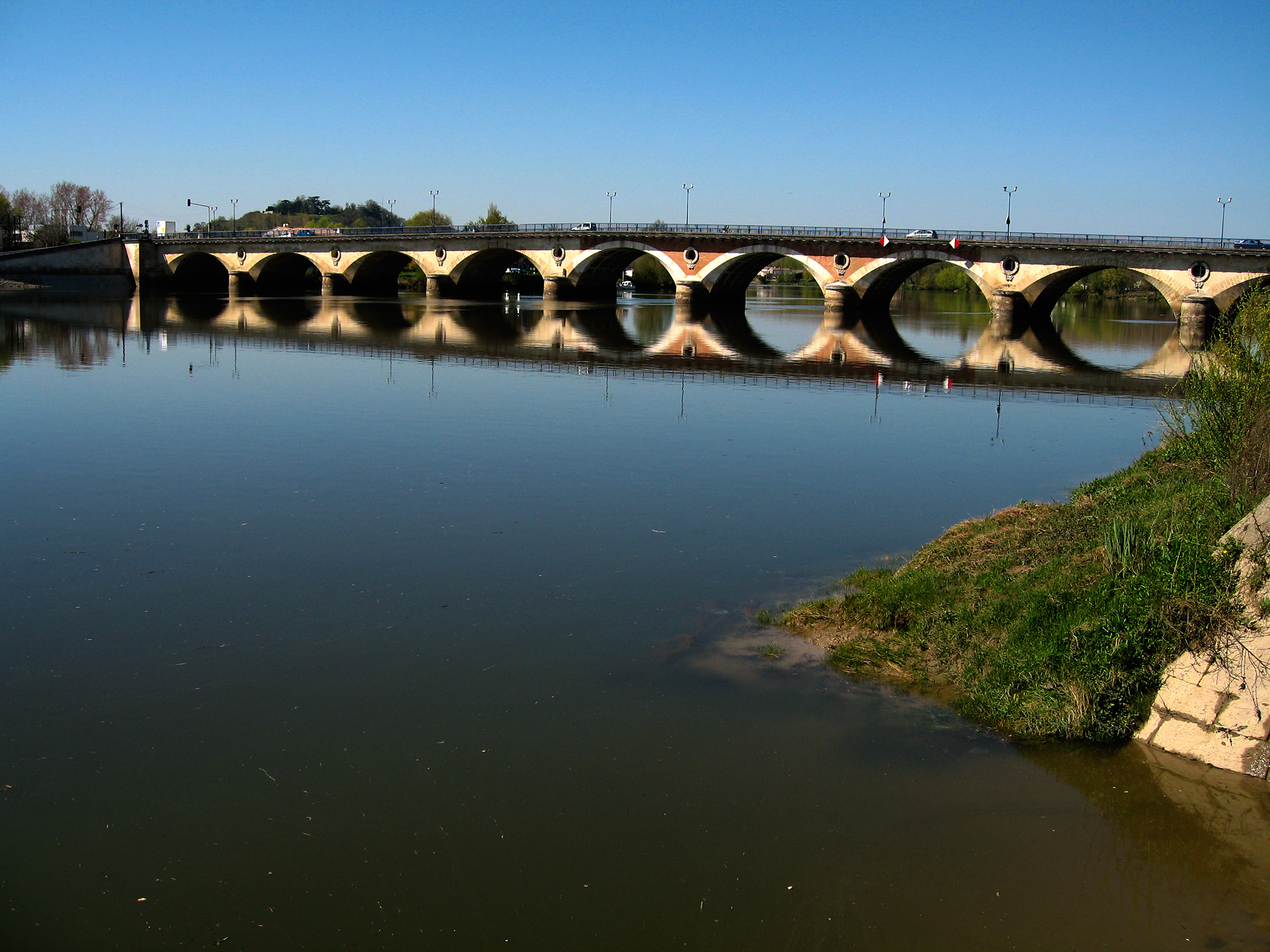
Brücke über die Dordogne bei Libourne

Der Entre-deux-mers ist Teil der historischen Provinz Petite Guyenne bzw. Guyenne girondine. Von 1152 bis zum Ende des Hundertjährigen Kriegs 1453 gehörte er zum angevinischen Reich, war also in englischem Besitz.
Bis ins 19. Jahrhundert hinein konnten die beiden großen Flüsse nur mit Booten überquert werden. Damit Napoleon Bonaparte seine Truppen in Richtung Spanien bewegen konnte, wurde in Bordeaux eine erste Brücke über die Garonne gebaut. Die 1810 begonnene Holzkonstruktion wich dem steinernen Pont de pierre, der 1822 eröffnet wurde. Im August 1824 kam die Steinbrücke über die Dordogne der Straße von Arveyres nach Libourne hinzu.

## Wirtschaft
Die Landschaft Entre-Deux-Mers ist vom Weinbau geprägt. Das Weinbaugebiet Entre deux mers, wo ausschließlich Weißwein produziert wird, nimmt den größeren Teil der Fläche ein. Weitere AOC-Weinanbaugebiete in der Landschaft Entre-deux-Mers sind Premières Côtes de Bordeaux, Bordeaux Haut-Benauge, Cadillac, Loupiac, Sainte-Croix-du-Mont und Côtes de Bordeaux Saint-Macaire, die sämtlich entlang der Garonne liegen. Dort werden auch Rot- und Likörweine hergestellt.

## Verkehr
Bedeutende Verkehrswege finden sich vor allem in der Nähe der Großstadt Bordeaux, deren Stadtgebiet sich über die Garonne hinweg bis in den Entre-deux-Mers erstreckt (→ La Bastide). Außer den Strecken Paris–Bordeaux und Chartres–Bordeaux im Nordosten existieren im Entre-deux-Mers keine Eisenbahnstrecken mehr; die Bahnstrecke Bordeaux-Benauge–La Sauvetat-du-Dropt, die die Landschaft von Bordeaux bis Monségur längs durchquerte, wurde in den 1990er Jahren abgebaut. Bei Bordeaux quert die Autobahn A 10 den Entre-deux-Mers, auch die autobahnähnlich ausgebaute Nationalstraße N 89 verläuft nur an seinem nördlichen Rand.

Ein Netz ehemaliger Nationalstraßen, die sämtlich zu Departementsstraßen abgestuft wurden, führt durch den Entre-deux-Mers:
- N 113 von Saint-Macaire über La Réole nach Lamothe-Landerron
- N 136 von Bordeaux nach Branne
- N 670 von Saint-Jean-de-Blaignac über Sauveterre-de-Guyenne nach La Réole
- N 671 von der N 136 über Créon nach Sauveterre-de-Guyenne
- N 672 von Sainte-Foy-la-Grande über Sauveterre-de-Guyenne nach Saint-Macaire

## Gliederung
Politisch ist der Entre-deux-Mers in mehrere Kantone untergliedert:
- Kanton Bordeaux-5, etwa zur Hälfte jenseits der Garonne außerhalb des Entre-deux-Mers
- Kanton Cenon (Hauptort Cenon)
- Kanton Les Coteaux de Dordogne, dessen nördlicher Teil außerhalb des Entre-deux-Mers liegt
- Kanton Créon (Hauptort Créon)
- Kanton L’Entre-deux-Mers (Hauptort Cadillac-sur-Garonne)[3]
- Kanton Lormont (Hauptort Lormont)
- Kanton La Presqu’île (Hauptort Ambarès-et-Lagrave)
- Kanton Le Réolais et Les Bastides (Hauptort Pineuilh), dessen südlichster Teil außerhalb des Entre-deux-Mers liegt